# 陈艳华
陈艳华（1955年1月—），女，汉族，重庆人，中华人民共和国政治人物，曾任浙江省监察厅厅长，浙江省政协副主席、党组成员。